# Kenyentulus kenyanus
Kenyentulus kenyanus – gatunek pierwogonka z rzędu Acerentomata i rodziny Acerentomidae.

## Taksonomia
Gatunek ten opisany został w 1948 roku przez Bruna Condé jako Gracilentulus kenyanus. W 1981 roku przeniesiony przez Sørena Ludviga Tuxena do rodzaju Kenyentulus. 

## Opis
Długość wyciągniętego ciała 770 μm (0,77 mm). Długość przedniej stopy mierzonej bez pazurka 52 μm. Głaszczki szczękowe z pęczkiem i dwoma cienkimi, spiczastymi sensillae. Głaszczki wargowe zredukowane z 3 szczecinkami i kiełbaskokształtną sensilla.  Przewód gruczołów szczękowych z owalnym kielichem (calyx) i dwoma rozszerzeniami obok dystalnego. Pseudooczka okrągłe. Na linii pseudooczkowej 3 szczecinki ulokowane między pseudooczkami. Na przednich stopach komplet sensillae. Pierwsza para odnóży odwłokowych z pęcherzykiem końcowym i 4 szczecinkami, a druga i trzecia z 2 szczecinkami: długą przedwierzchołkową i bardzo krótką środkowo-wierzchołkową. Rowkowana przepaska zredukowana o kilku rowkach słabo widocznych. Grzebień VIII segmentu odwłoka z 8 małymi ząbkami.
|         | I                                | II, III                          | IV, V, VI                        | VII                              | VIII                             | IX,X               | XI                | telson            |
| ------- | -------------------------------- | -------------------------------- | -------------------------------- | -------------------------------- | -------------------------------- | ------------------ | ----------------- | ----------------- |
| terga:  | {\displaystyle {\tfrac {6}{12}}} | {\displaystyle {\tfrac {6}{16}}} | {\displaystyle {\tfrac {6}{16}}} | {\displaystyle {\tfrac {6}{18}}} | {\displaystyle {\tfrac {6}{15}}} | {\displaystyle 12} | {\displaystyle 6} | {\displaystyle 9} |
| sterna: | {\displaystyle {\tfrac {3}{4}}}  | {\displaystyle {\tfrac {3}{5}}}  | {\displaystyle {\tfrac {3}{8}}}  | {\displaystyle {\tfrac {3}{8}}}  | {\displaystyle 4}                | {\displaystyle 4}  | {\displaystyle 4} | {\displaystyle 6} |

## Występowanie
Gatunek o zasięgu pantropikalnym. Stwierdzono dotąd jego występowanie w Kenii, na Mauritiusie, Madagaskarze, Seszelach, Reunion, Nowej Zelandii, w indyjskiej Kerali, Brazylii oraz na Portoryko i Bermudach.